# 卑詩省99號公路
卑詩省99號公路是加拿大卑詩省低陸平原的主要南北向省級公路。公路南起美加邊境，貫穿大溫哥華地區，在北端近卡士隙（Cache Creek）一處與卑詩省97號公路交匯。此公路過去曾於美加邊境接駁美國99號國道，編號由此而生；現時此公路於邊界則與5號州際公路交接。
99號公路的全程長度為409公里（254英里）。介乎西溫哥華和威士拿的一段99號公路又稱「海天公路」（Sea-to-Sky Highway），並於2006年獲英國《衛報》評選為全球第五佳陸路旅程。

## 走線

### 素里－列治文段

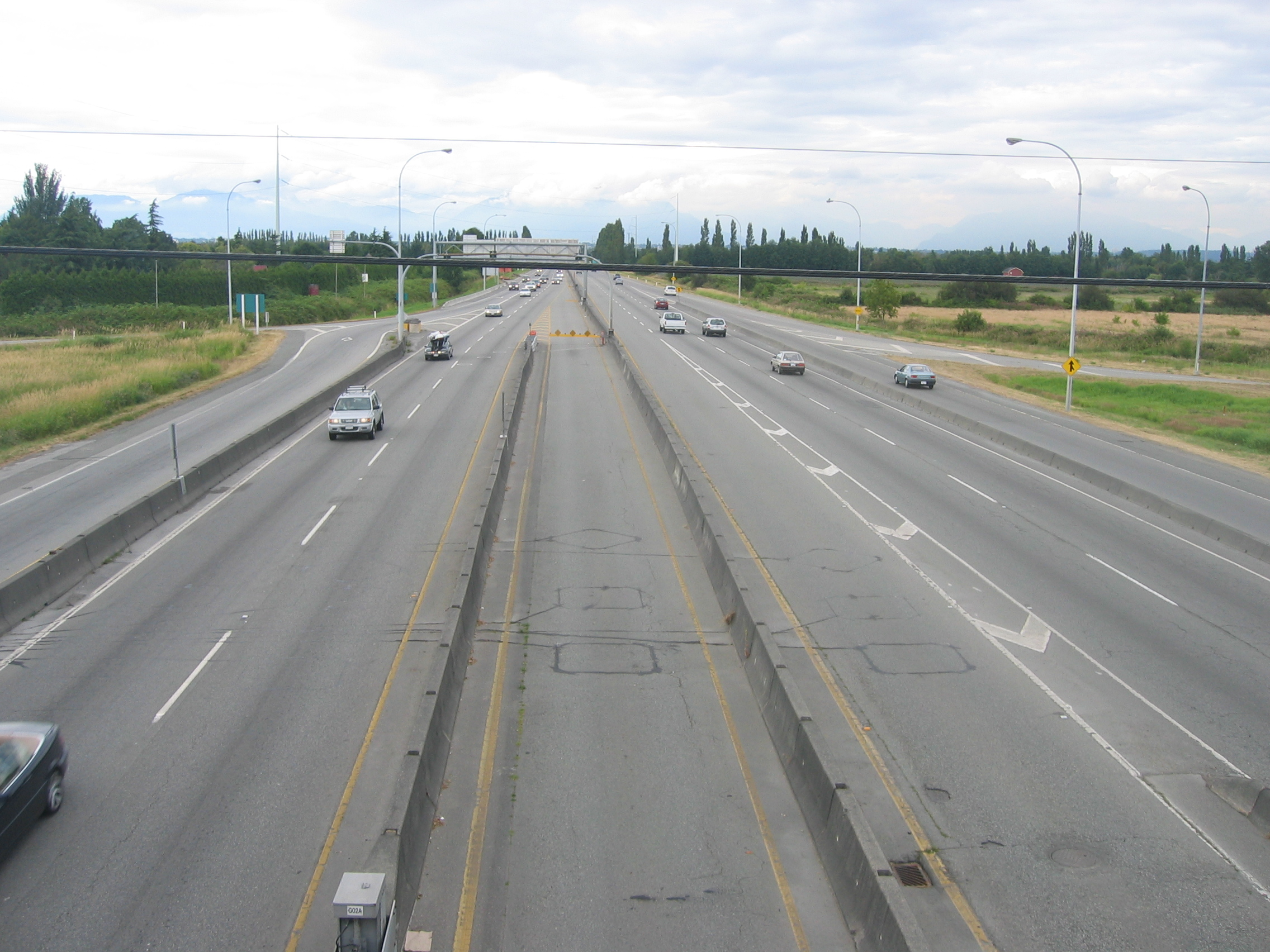
馬西隧道以北的一段99號公路

99號公路南起美加邊境，往西北延約12公里，並於素里市内設有4個交流道，然後往西延4公里與91號公路交匯並進入三角洲區。公路再往西延4公里與10號公路交匯，8公里後與17號公路交匯，2公里後經喬治·馬西隧道跨越菲沙河南支流進入列治文。
公路從馬西隧道北端往北延7公里與西敏公路、乃街和91號公路的西端終點交匯，然後往西北延4公里，再經渥街橋跨越菲沙河北支流進入溫哥華，達高速公路規格的路段亦於此結束。

### 溫哥華段
99號公路從渥街橋北端駁上渥街，再往北延1公里至西70街。公路沿西70街西延1公里，然後右轉入固蘭湖街，再往北延7公里，經固蘭湖街橋橫越福溪進入溫哥華市中心。公路沿詩磨街往東北延1公里（反方向則跟隨豪街），再沿佐治街往西北伸延2公里進入史丹利公園，4公里後再駁上獅門橋，橫跨布勒内灣，通往對岸的西溫哥華。

### 西溫哥華－卡士隙段

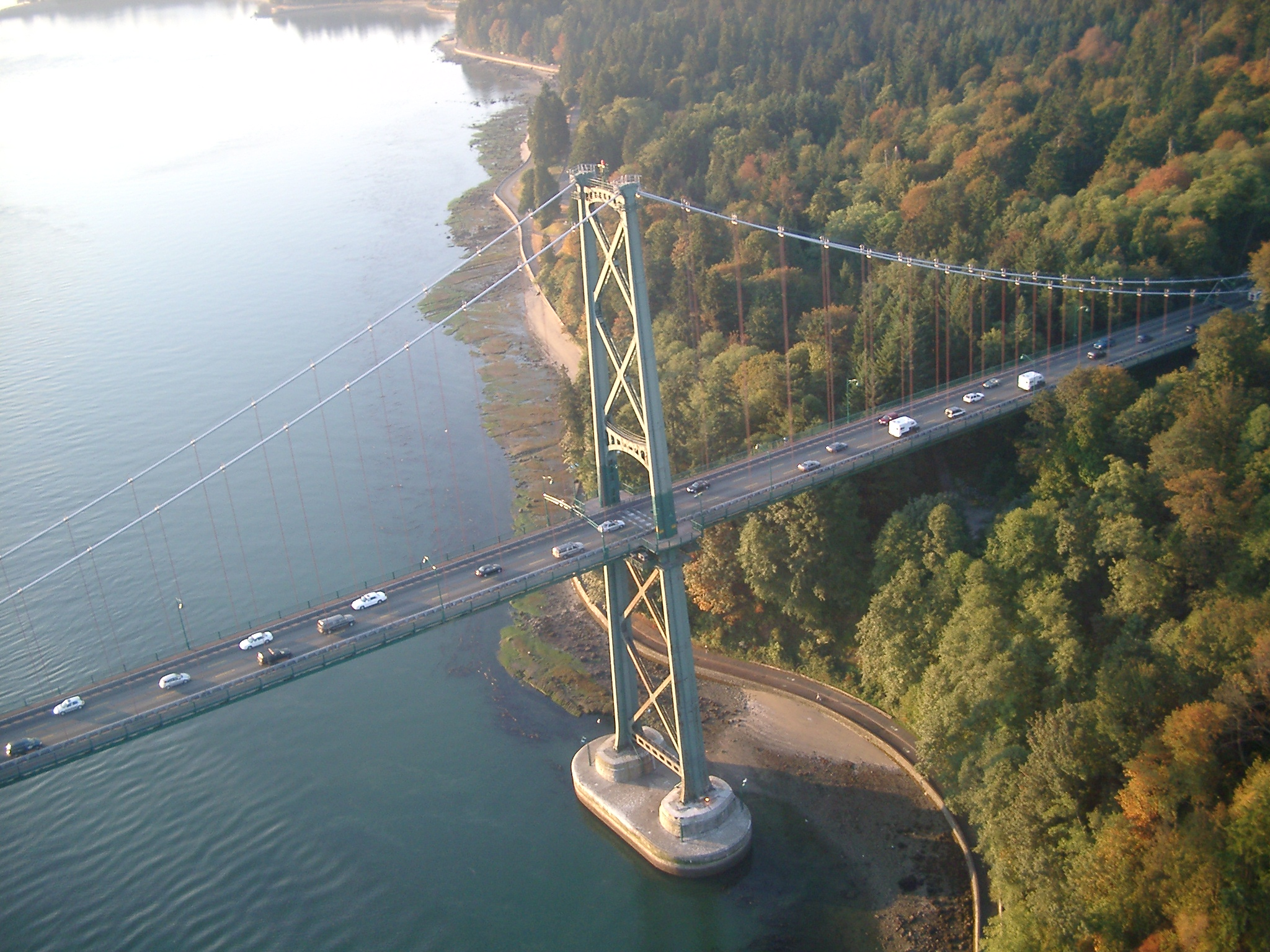
99號公路經獅門橋連接溫哥華（圖右）和西溫哥華

99號公路從獅門橋北端駁上海運大道，往西延1公里，然後右轉入泰萊路，再往北延一公里至1號公路（即橫加公路）。99號公路往後約12公里的路段與1號公路共構，兩者在馬蹄灣後再度分途運行，而99號公路的「海天公路」路段亦自此而起。
公路從馬蹄灣起沿豪灣的海岸線北延12公里至獅子灣、21公里至不列顛尼亞灘（Britannia Beach）、11公里至豪灣盡頭的史戈密殊（Squamish）、58公里至威士拿、32公里至彭伯頓（Pemberton），而「海天公路」路段亦至此為止。公路然後往東北延99公里至利魯逸（Lillooet），並與12號公路交匯，再往東北延75公里至卡士隙以北與97號公路交匯，99號公路到此亦告結束。

## 歷史
卑詩省政府於1940年完成通往美加邊境的素里喬治王公路項目，並於1942年將之編號為99號公路，與美國99號國道對應，是省内首條獲發此編號的省級道路。當時99號公路在素里與1號公路交接後與其共構，兩者經帕圖洛橋和京士威道往西北伸展至溫哥華，而99號公路則於溫哥華市中心告終。
省府此後另建一條連接素里第八大道和溫哥華市南端馬寶區的高速公路，渥街橋和喬治·馬西隧道相繼於1950年代末完成，而高速公路其餘路段則於1962年開通，並編為「99號公路繞道」（99 Bypass）。為了突顯該道路雙程分隔和獨有路權的性質，卑詩省政府仿傚安大略省的400系列公路系統，於1964年將之編號為499號公路。省府後於1973年取消400系列編號，499號公路遂改編為現時的99號公路，而原有的99號公路則同時改編為99A公路。
99號公路的北端終點於1957年從溫哥華市中心改為西溫哥華的馬蹄灣，在西溫區内的路段跟隨海運大道。公路在西溫區内的走線於翌年改為與1號公路共構，並伸延至不列顛尼亞灘。公路隨後於1959年伸延至史戈密殊，1966年伸延至彭伯頓，再於1992年伸延至利魯逸。
「海天公路」路段建於豪灣沿岸的峭壁，過往來回方向各只得一條行車線，並沒有中央分隔帶，導致意外頻生，是一交通黑點，1998年至2007年間有63人在此喪命。為配合溫哥華和威士拿申辦2010年冬季奧運會，卑詩省政府從2002年起在海天公路進行一系列工程以提升其安全水平及應付交通流量。改建後的海天公路有兩段（馬蹄灣－獅子灣、默林公園－史戈密殊）為四線行車並採雙向分隔行駛；史戈密殊－威士拿段則擴濶至三線行車。有關工程耗資6億加元，在冬季奧運會開幕前完成。卑詩省運輸及基建廳的數據顯示，改建前的海天公路每年平均發生215宗車禍，改建後則於2010年錄得了73宗車禍，跌幅達66%。海天公路提升計劃中的鷹嶺（Eagleridge Bluffs）項目被部分環保人士和原住民團體批評為破壞該帶的自然生態，他們並於工地進行示威反對項目。